# 王湾遗址
王湾遗址是河南省洛阳市西部王湾村以北、涧河南岸台地上的一处新石器时代遗址。文化层的厚度达3米左右，可划分为3个阶段，王湾一期文化发现灰坑8个，属仰韶文化；王湾二期文化发现灰坑85个，属河南龙山文化；王湾三期文化发现灰坑78个，属于从仰韶文化向龙山文化过渡的类型。王湾遗址证明了仰韶文化和龙山文化之间的承袭关系，因而在新石器时代的考古学上具有重要地位。